# Dar El Hamra
Dar El Hamra (en àrab دار الحمراء, Dār al-Ḥamrāʾ; en amazic ⴷⴰⵕ ⵍⵃⵎⵕⴰ) és una comuna rural de la província de Sufruy, a la regió de Fes-Meknès, al Marroc. Segons el cens de 2014 tenia una població total de 4.018 persones.